# جسر (طب الأسنان)

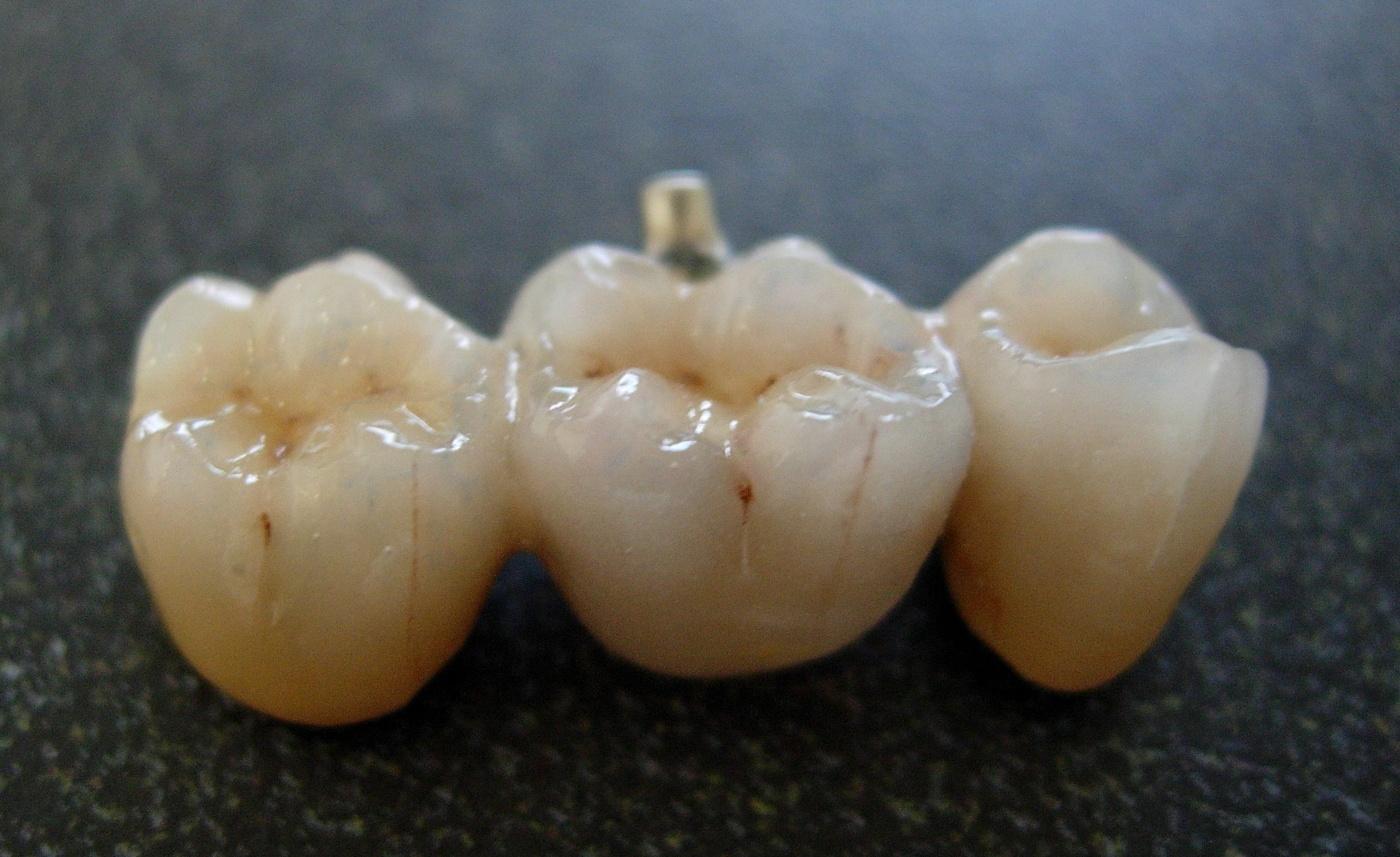
3 وحدات بورسلان مرتبطة لجسر معدني، تم تصنيعه من قبل فني الأسنان

الجِسر (بالإنجليزية: Bridge)‏ هو تركيبة أسنان ثابتة (تعويضات سنية ثابتة) تستخدم لاستبدال الأسنان المفقودة من خلال ربطها ببعضها أو الربط بين زرعات الأسنان. يُصنع الجسر بتحضيره من كلا جانبي الأسنان المفقودة أو في بعض الحالات الخاصة من جانب واحد. تسمى الأسنان الطبيعية أو الغرسات التي تدعم الجسر «دعائم - abutment».
اعتمادًا على نوع المادة التي سيصنع منها الجسر، يتم تقليل حجم الدعامة الطبيعية (السن) لاستيعاب الجسر لتتناسب المسافة المتبقية بحيث يكون شكل الأسنان الأصلي بمحاذاة وإتصال صحيحين مع الأسنان المقابلة في الجهة الأخرى. عُرفت أبعاد الجس من قِبل قانون أنتي:«منطقة سطح الجذر للأسنان الداعمة يجب أن تساوي أو تتجاوز الأسنان المراد استبدالها.» بمعنى، يجب أن يكون لدى الأسنان الداعمة القدرة على استيعاب الحمل / القوة التي سوف تطبق على التركيبة التي ستعوض عن الأسنان المفقودة، لذلك يجب عمل تقدير لسطح السن الداعم ولطول الجذر، ولحالته العامة. يتم أخذ طابع بعد عمل التحضير للدعامة السنية أو الزرعات ويتم إنشاء الجسر في مختبر الأسنان بـهذا الطابع.

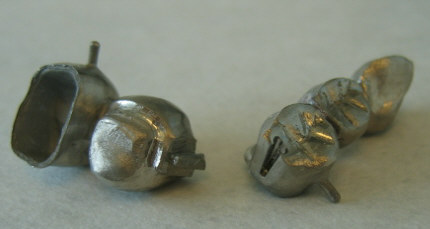
شبه دقيق بين السن رقم 3 و رقم 4 مع الأنثى على الرقم 4 .لاحظ الزر اللساني ممتد في الصورة للأعلى على السن رقم 2 (على اليسار) وللأسفل على السن 4. وهذه تستخدم للإمساك بالأسنان مع مرقأة، ولجعلها سهلة الحمل. وأيضاً يمكن أن تستخدم في المساعدة لإزالة التيجان في حالة وجود كمية فائضة من الاحتباس خلال موعد تجريب الطقم، يتم قطعها قبل عملية الإلصاق الأخير.

المواد المستخدمة في الجسور تتضمن: الذهب ومعدن منصهر بالبورسلين (البرسيلين من الخارج والمعدن من الداخل) أو أنواع البورسلين الخالص مثل الإماكس (Emax) - الزيركونيا (Zirconia)
Feldspathic porcelain - Alumina. كمية ونوعية التقليل في الأسنان الداعمة تختلف مع اختلاف المواد المستخدمة.مثلا، الزيركونيا (Zirconia) تستلزم تحضير أقل في السن الداعم عن باقي أنواع المواد المستخدمة.
عند استعادة مساحة الأسنان المفقودة بالتعويضات السنية الثابتة مع وضع تيجان للأسنان على الجهتين، فالتركيبة تعرف بالجسـر، وأحياناً يمكن أن يُحمل الجسر على سن واحد لتعويض آخر بجانبه. تتوفر بعض الإضافات للجسور بحسب الحالة والخطة العلاجية. يجب أن يحافَظ على نظافة الجسر لمنع تراكم الطعام وحدوث التهابات بـاللثة.

## اختيار الحالة والخطة العلاجية
عندما يحتاج السن الواحد إلى تاج، التاج الاصطناعي في معظم الحالات يتم وضعه على الجزء من السن الذي يقوم بطبيعته بدعم تاج السن الطبيعي. يرمم الجسرعادةً أكثر من سن موجودين في منطقة عديمة الأسنان، ويساعد وجود هيكل الجذر على الدعم.

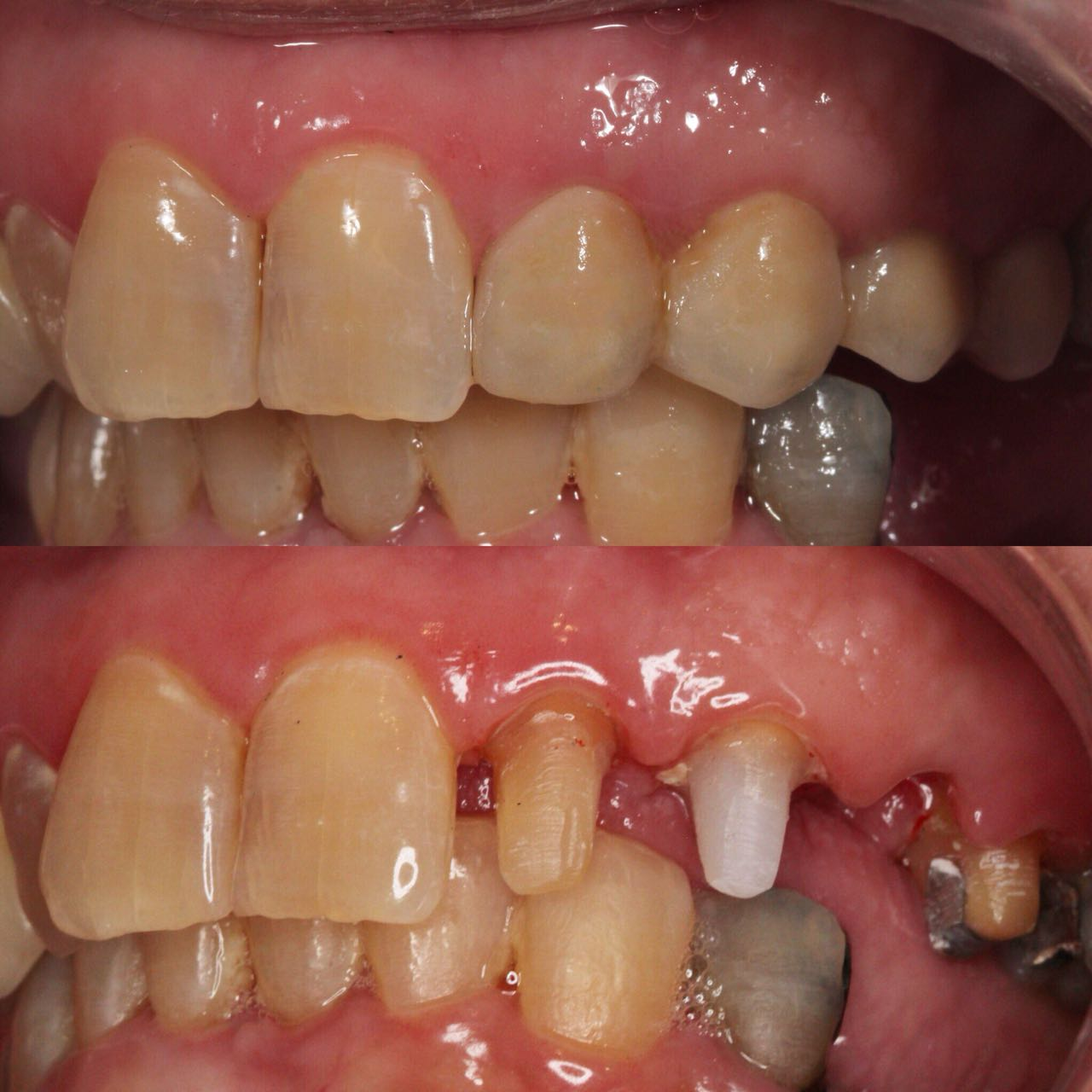
كوبري (جسر) من الزيركونيا, مغلف بطبقة من البورسليين لتناسب لون الاسنان الطبيعي

لتحديد ما إذا كان السن الداعم يستطيع دعم الجسر دون فشل بسبب نقص الدعم من الهياكل الجذرية الباقية، يوظف طبيب الأسنان قاعدة انت ـ التي تنص على أن جذور الأسنان الداعمة يجب أن تحتوي على منطقة مشتركة ثلاثية الأبعاد، وهو أكثر من فقد هياكل الجذور للأسنان التي تم تعويضها بالجسر.عندما ينتج الوضع التشخيصي السيء للحصول على الدعم المناسب قد تحتاج لدعامات مزدوجة لتتوافق بشكل صحيح مع قاعدة انتس. عندما تقص الأسنان الخلفية كأسنان داعمة هي تمتلك بالفعل حشوة داخل التاج، قد تكون أفضل بعمل الدعامات الجسرية للترصيع والراصعة بدلاً من التاج. ومع ذلك بالإمكان تركيز قوة عزم المضغ على أقل حشوة تغليفية وهذا يجعل الجسر أكثرعرضة للفشل.
ينشئ الجسر الناتئ في بعض الظروف لتعويض المنطقة عديمة الأسنان والتي تملك دعامات وافرة من الأسنان إما إنسي (Mesially) أو وحشي (Distally). هذا يجب أن يوافق قاعدة آنتي ولكن بسبب وجود فقط دعامات على جانب واحد، يجب تطبيق تعديلات على هذه القاعدة. وهذه الجسور تمتلك داعمات مزدوجة في الحالات الرئيسية ومنطقة سطح الأطباق لجاسره، عمومًا يتم تخفيض الجاسرة وجعلها أصغر من الأسنان الأصلية.

## تحضيرات السن

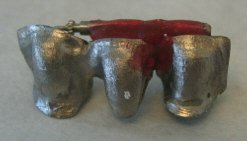
السطح القريب من الداعمة و الجاسرة قبل اللحام، موضحة تكوين الأخاديد لإضافة احتباس لنمط ال GC الراتيني.

كما هو الحال في التحضيرات لوحدة تاجية واحدة، التجهيزات للجسور متعددة الوحدات يجب أن تمتلك تدبب مناسب لتسهيل دخول التعويضات على الأسنان. ومع ذلك، هنالك اتجاه إضافي عند القدوم إلى الجسور؛ لأن الجسر يجب أن يناسب الدعامات السنية بشكل تلقائي. وهكذا، تدبيب السن الداعم يجب أن يطابق المقعد الصحيح للجسر. وهذا يعرف بتطلب التوازن بين الدعامات.
عندما لا يكون هذا ممكنا نتيجة التحول الحاد لواحد من الدعامات مثل الرابط يجب أن يكون مفيد لذلك واحد من الدعامات ربما يرسخ أولاً، وداعم آخر يرتبط لجاسره، ومن ثم يمكن إدراجها مع يد على الجاسرة تنزلق لتجويف على التاج المثبت للحصول على مسافة خلال المنطقة عديمة الأسنان.

## أنواع الجسور حسب مدة الاستخدام
يمكن أن تكون الجسور مؤقتة أو دائمة. الجسر المؤقت هو تركيبة انتقالية تحمي الأسنان التي أضعفتها عملية التحضير، وتساعد على استقرار اللثة حتى يتم تصنيع التركيبة النهائية، وعلاوة على ذلك، الجسر المؤقت يمهد الطريق لشكل ولون التركيبة الدائمة المستقبلية، التي يمكن أن تساعد المريض على قبول الشكل النهائي. يمكن تصنيع الترميمات المؤقتة مباشرة (في نفس الوقت عند الطبيب) أو بشكل غير مباشر (في مختبر الأسنان). عادةً ما تتم تجربتها عدة مرات في الفم للتحقق مما إذا كانت تغطي الأسنان بشكل صحيح، وإذا كانت الهوامش تتكيف بشكل جيد مع سطح الأسنان واللثة، فقد تحتاج إلى التضييق أو بعض التعديلات.

## أنواع الجسور حسب المادة المصنعة
يصنع الجسر من مواد معدنية أو مواد خالية من المعادن.
- مواد معدنية. المعادن الثمينة مثل الذهب، أو غير الثمينة مثل (النيكل كروم).
- مواد غير معدنية. يمكن أن تكون إما (مكسوة بقشرة صمغية تشبه الأسنان / الكمبوزيت المقوى بالألياف / أو بورسليين مدمج بالمعدن / أو سيراميك خالص إما (سيليكا - ألومينا - زركونيا).[12] الأكريل كان أول مادة تستخدم في 1940 لإنتاج جسور وتيجان تشبه لون الأسنان، وكان الهدف هو الحفاظ على لون مشابه للأسنان الطبيعية من خلال ربطه بين التاج / الجور المعدني والاكريل فوقه، ومع ذلك، يفتقر الاكريل للاستقرار (بمعنى تفصل طبقة الاكريل عن المعدن الداخلي) والاكريل لم يكن مقاوم للتآكل.[11] ثم تم إدخال الخزف المنصهر (البورسيلين) على المعادن وذلك مايسمى بـ (Porcelain Fused to Metal)؛ يتألف البورسلين من طبقتين (واحدة داكنة غير منفذة لتغطية الطبقة التحتية المعدنية وفوقها شفافة أخرى لتعطي شكل مينا الأسنان). لا يزال العديد من الباحثين يعتبرون الـ PFM الأفضل حيث أن الدراسات وجدت انه ناجح بنسبة 95٪ خلال فترة 10 سنوات من الاستخدام، ولذلك فإن الأنواع الجديدة من البورسيلين وعادةً ما يتم مقارنة السيراميك بتاج / جسر مصنّع من الـ PFM لتقييم نجاحه وقوته.[13] ومع ذلك، من ضمن مساوئ الـ PFM هو اللونً الرمادي الذي من الممكن أن يظهر عند هوامش عنق السن التي تُظهر البنية التحتية المعدنية. تطورت التقنيات بعد ذلك وتم تقديم مواد تعطي مظهر جيد مثل السيراميك الخالص.

### ايِماكس (IPs - Emax)
- سيراميك إيماكس لديه خصائص جمالية عالية، ولذلك استخدامه أصبح أكثر شعبية، ومع ذلك، لا توجد أدلة كافية لتحديد صمود / طول عمر الإيماكس في الجسور.[14] وجدت بعض التقارير صمود على المدى القصير، ولكن الصمود على المدى المتوسط لم يكن جيداً. تم الإبلاغ عن فشل معظم الترميمات في منطقة الأسنان الخلفية المصنعة من الإيماكس. يتوفر في شكل علب قابلة للضغط أو قابلة للإستخدام بتقنية الكادكام CAD-CAM.[15] لا ينصح استخدام الإيماكس في التيجان أو الجسور للمرضى الذين يعانون من صرير الأسنان.[16]

### الزيركونيا (Zirconia)
- يستخدم الزيركونيا في الجسور الأمامية والخلفية الثابتة، وأيضاً على زرعات الاسنان. تصنع الزيركونيا باستخدام تقنية الكادكام CAD-CAM. لديها قوة ميكانيكية عالية ويمكن أن تتحمل ضغوط عالية مقارنة بـجميع المواد الخزفية.[17] بالإضافة إلى ذلك يمكن أن تقاوم انتشار الشروخ في المادة[18]، ومع ذلك، تحدث الشقوق في كثير من الأحيان في المواد المكونة للقشرة مما يؤدي إلى كسرها سواء كانت التركيبة على أسنان أو زرعات.[18][19] ووجدت التقارير أن الوصلات المصممة بحجم 3 × 3 ملم (الموصلة بين الواحدة والأخرى) في الجسور تزيد من قوة المقاومة للكسر بنسبة 20 ٪.

على الرغم من أن استخدام التركيبات الثابتة المعتمدة على السيراميك الخالص أصبح شائعًا لأنه يحقق مظهرًا جميلاً وحيويًا، إلا أن الدراسات تؤكد أنه لا يوجد أدلة كافية لدعم فعالية السيراميك في علاج التركيبات الثابتة على السيراميك المدمج المعدني. فالسيراميك الخالص قابل للكسر.

## تصنيع الحشوات السنية
كما هو الحال مع وحدة تاجية واحدة، يمكن تصنيع الجسور باستخدام طريقة الشمع المتبدد إذا كانت الحشوة السنية إما وحدة متعددة من اف جي سي أو بي اف ام. توجد طريقة تصنيع أخرى تتم باستخدام سي ايه دي / سي ايه ام برنامج لآلة الجسر.

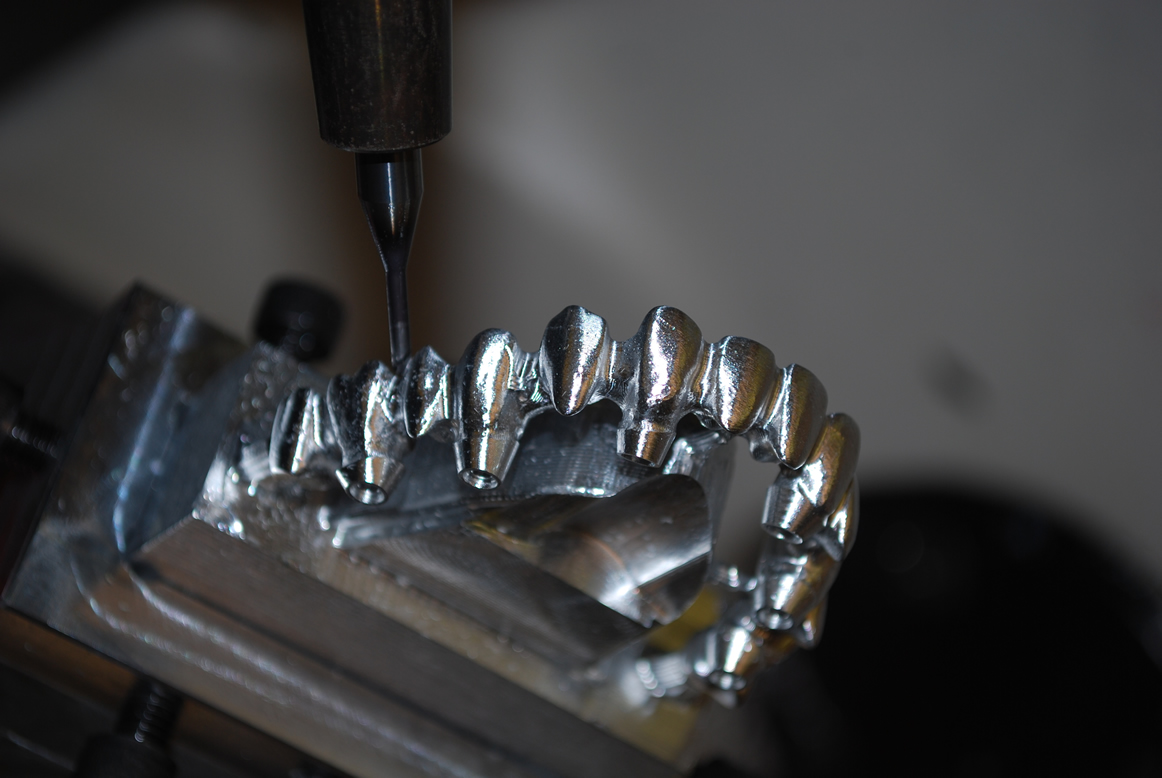
جسر سني كامل تم صنعه باستخدام

كما ذكر في المقالة سابقاً، هناك اعتبارات خاصة عند التحضير لحشوة سنية متعددة الوحدات، في هذه العلاقة بين اثنان أو أكثر من الدعامات يجب أن تحافظ في الحشوة السنية. وبذلك يجب أن يكون هناك توازن مناسب للجسر، للجلوس على الحواف المناسبة.
في بعض الأحيان الجسر لا يستقر مكانه، ولا يمكن لطبيب الأسنان التأكد فيما إذا كان السبب فقط بسبب علاقة الحيز الفضائي لاثنان أو أكثر من الدعامات الغير صحيحة، أو إذا الدعامات لا تطابق التحضيرات. الطريقة الوحيدة لتحديد ذلك هي تقسيم الجسر وتجربة كل دعامة وحدها. إذا كانت جميعها متطابقة، يجب ببساطة أن تكون علاقة الحيز الفضائية غير صحيحة، أما بالنسبة للدعامات التي قسمت من الجسر، فيجب الآن إعادة ربطها لتشكيل الجسر بناءً على علاقة الحيز الفضائي المؤكدة.
السطح القريب من وحدات التقسيم (ذلك هو السطح المجاور للمعدن عند القطع) خشن والعلاقة تحفظ مع المواد التي ستحمل على كلا الجانيبن كنمط جي سي الراتينج.
مع الداعمات للجسرين بشكل منفرد تجلسان على داعمات سن مجهزة، تطبيق الراتينج لمكان التقسيم لإعادة تأسيس علاقة حيز فضائي مناسب بين القطعتين. بعد ذلك يمكن أن يرسل إلى المختبر وهناك القطعتين سوف تتصلبان وتعود لتطبيق آخر أو التدعيم النهائي.

## أسباب فشل الجسر (الكوبري)
وجدت دراسة أن صحة اللثة تتأثر بالجسور الثابتة. التجربة وجدت أن هناك ترسبات جيرية عند التقييم بعد 14 يوم إلى 6 أشهر بعد لزق الجسر، مما تسبب في التهاب اللثة بغض النظرعن المادة المستخدمة في تصنيع الجسر، على عكس التيجان المفردة التي لم تُظهر نفس التأثير.